# 卡贡乡 (江达县)
卡贡乡（藏語：མཁར་སྒང་），是中华人民共和国西藏自治区昌都市江达县下辖的一个乡镇级行政单位。

## 行政区划
卡贡乡下辖以下地区：
色沙村、车所村、达色村和卡贡村。